# 15008 Delahodde
15008 Delahodde (1998 QO6) là một tiểu hành tinh vành đai chính được phát hiện ngày 24 tháng 8 năm 1998 bởi Khảo sát tiểu hành tinh OCA-DLR ở Caussols.